# Deinoptila
Deinoptila is een geslacht van vlinders van de familie spanners (Geometridae), uit de onderfamilie Larentiinae.

## Soorten
- D. cazadora Dognin, 1893
- D. peniculata Dognin, 1893